# At-Tall
At-Tall is een plaats in het Syrische gouvernement Rif Dimashq en telt 59.859 inwoners (2008).